# David Barioni
David Barioni Neto (São Paulo, 14 de novembro de 1958) foi presidente da São Paulo Turismo S/A (SPTuris) de janeiro de 2017 a setembro de 2018 e acumulou o cargo de secretário municipal de turismo de agosto a setembro de 2018.
Graduado em Administração de Empresas e com especialização em Administração em Finanças, Barioni iniciou sua carreira em 1979 na Vasp (Viação Aérea São Paulo S.A.), onde foi comandante e, mais tarde, gerente-geral de instrução, chefe de equipamentos e “checador” de aeronaves. Ainda na aviação, entre 2001 e 2007 foi vice-presidente técnico e fundador da GOL Linhas Aéreas e entre 2007 e 2009 foi presidente executivo da TAM Linhas Aéreas.
Entre 2010 e 2011, foi presidente executivo da Facility Group e em 2015 foi nomeado presidente da Apex (Agência Brasileira de Promoção de Exportações e Investimentos), onde permaneceu até junho de 2016.
Em julho do mesmo ano, assumiu a presidência da Ageo Terminais e Armazéns Gerais S/A, onde permaneceu até o fim de 2016, quando foi convidado a assumir a Presidência da SPTuris e a Secretária Municipal de Turismo pelo prefeito João Dória.
Em outubro de 2018 reassumiu a presidência da Ageo Terminais e Armazéns Gerais S/A deixando a Presidência em Setembro 2020.
Participa do Conselho Consultivo do Instituto Ayrton Senna.
Participou ainda de diversos conselhos consultivos e de administração de empresas, entre elas  Indústria de Motores Anauger S/A, Voa SP SPE S/A (Empresa Operadora dos Aeroportos Bragança Paulista, Campinas, Itanhaém, Jundiaí e Ubatuba), Riopar, Rede Pague Menos, Integral Médica, grupo Julio Simões, Conselho do Programa  de  MBA  Executivo da Universidade  de Pittsburgh na  América  do Sul e Grupo João Doria Junior.
Em dezembro de 2020, foi convidado para ser Acionista, Fundador e CEO da Amaro Aviation S/A. E a partir de outubro de 2021, passou a ser responsável pela Segurança Operacional de Voo da Amaro Aviation S/A. Em março de 2022 desligou-se da Amaro Aviation. 
Em Maio de 2022 ingressou como Sócio e Responsável pela Operação Aérea e Segurança de Voo da Airtraining Escola de Aviação Civil Ltda 

## Biografia
David Barioni Neto nasceu na cidade de São Paulo em 14 de novembro de 1958, mas também possui cidadania italiana. Com 18 anos, em 1976, participou do curso de Piloto do Aeroclube de São Paulo, dando início à sua carreira na aviação.
Durante sua carreira de piloto, Barioni comandou modelos como Boeing 737, os MD-11, Boeing 777-300ER e foi copiloto de Airbus A300.
Também foi instrutor e agente de segurança de voo credenciado pelo CENIPA (Centro de Investigação e Prevenção de Acidentes Aeronáuticos) e se especializou em cargas especiais e gestão de crise pela IATA (International Air Transport Association).
Barioni se formou em Administração de Empresas e se especializou em Finanças pela FEA-USP.

## Trajetória profissional
Em 1979, David Barioni iniciou sua carreira como copiloto na VASP (Viação Aérea São Paulo) sendo o copiloto mais jovem da companhia. Em 1987, Barioni se tornou comandante, na mesma companhia.
Barioni assumiu a posição de Vice-Presidente  na Gol Linhas Aéreas no ano 2000, companhia que ajudou a construir ao lado do presidente da empresa, Constantino Júnior. 
Em 2007, se tornou presidente da TAM Linhas Aéreas. No seu primeiro ano de mandato, a companhia teve aumento de 10% da receita bruta comparada ao ano anterior. Dois anos depois, em 2009, Barioni deixou a presidência da TAM.
Em 2010, Barioni atuou como conselheiro e coapresentador do programa O Aprendiz Universitário na Rede Record de televisão, ao lado dos empresários João Dória e Cristiana Arcangeli.
No mesmo ano, David Barioni assumiu a presidência do Facility Group S.A, uma consultoria de recrutamento especializado com sedes no Brasil e no exterior.
Em 2015, foi convidado para assumir a presidência da Apex-Brasil (Agência Brasileira de Promoção de Exportações e Investimentos), empresa que atua na promoção dos produtos e serviços do Brasil no exterior e nos investimentos estrangeiros para a economia do país.
Em julho de 2016, assumiu a presidência da Ageo Terminais e Armazéns Gerais S/A, onde permaneceu até o fim do ano, quando foi convidado a assumir a SPTuris pelo prefeito recém-eleito de São Paulo, João Doria, em janeiro de 2017. Permanecendo na presidência da SPTuris até setembro de 2018 e, entre agosto e setembro do mesmo ano, acumulou também a Secretaria Municipal de Turismo (SMTUR).
Em outubro de 2018 reassumiu a presidência da Ageo Terminais e Armazéns Gerais S/A, permanecendo na presidência até Setembro/2020.
Em dezembro de 2020, foi convidado para ser Acionista, Fundador e CEO da Amaro Aviation S/A. E a partir de outubro de 2021, passou a ser responsável pela Segurança Operacional de Voo da Amaro Aviation S/A. Em março de 2022 desligou-se da Amaro Aviation.
Em Maio de 2022 ingressou como Sócio e Responsável pela Operação Aérea e Segurança de Voo da Airtraining Escola de Aviação Civil Ltda 
Certificado como Conselheiro de Administração pelo IBGC (Instituto Brasileiro de Governança Corporativa).

## Outros cargos
- Membro do Conselho Consultivo do Instituto Ayrton Senna (educação e tecnologia)[20]
- Membro do Conselho da Voa SP SPE S/A.
- Membro do Conselho de Administração da Empresa Indústria de Motores Anauger
- Conselheiro da Julio Simões S.A. (logística)[21]
- Membro do Conselho do Programa de MBA Executivo da Universidade de Pittsburgh na América do Sul (educação)[22]
- Membro do Conselho Superior Estratégico da FIESP (Federação das Indústrias do Estado de São Paulo) (varejo)[23]
- Conselheiro Independente da Rede Pague Menos S.A. (varejo)[24]
- Membro do Conselho Consultivo da LIDE Master - Grupo João Dória Junior (comunicação)[25]
- Membro do Conselho Consultivo da Integral Médica (varejo)[26]
- Membro do Conselho Consultivo da Riopar.

## Medalhas e condecorações
- Grão-Mestre da Ordem do Mérito Aeronáutico (22 de outubro de 1999);
- Membro honorário da Força Aérea Brasileira (23 de março de 2003);
- Grau Oficial da Ordem do Rio Branco, mais alta condecoração da diplomacia brasileira dada em 2015 pela então Presidente da República, Dilma Rousseff, que homenageia pessoas físicas, jurídicas, corporações militares, instituições civis nacionais ou estrangeiras pelos seus serviços e méritos excepcionais.[27]